# أرت أتكينسون
أرت أتكينسون (بالإنجليزية: Art Atkinson)‏ هو لاعب كرة قدم أسترالية أسترالي، ولد في 2 أبريل 1878 في ساوث ملبورن في أستراليا، وتوفي في 7 أغسطس 1943 في Sunbury, Victoria ‏ في أستراليا.

## وصلات خارجية
- أرت أتكينسون على موقع AustralianFootball.com (الإنجليزية)
- أرت أتكينسون على موقع AFLtables.com (الإنجليزية)